# 圣尼古拉德拉尔托
圣尼古拉德拉尔托（義大利語：San Nicola dell'Alto）是意大利克罗托内省的一个市镇。总面积7.8平方公里，人口939人，人口密度120.4人/平方公里（2009年）。